# Подлипье (Серёдкинская волость)
Подлипье — деревня в Псковском районе Псковской области. Входит в состав Серёдкинской волости. 
Расположена в 20 километрах к северу от Пскова и в 5 км к югу от деревни Верхолино.
До 1 января 2010 года деревня входила в состав ныне упразднённой Верхолинской волости.

## Население
Численность населения деревни по состоянию на 2000 год составляла 15 жителей.
| 2001 | 2002 | 2010 |
| ---- | ---- | ---- |
| 15   | ↗16  | ↘7   |

## Топографические карты
- Лист карты O-35-XXIII Псков. Масштаб: 1 : 200 000. Издание 1967 г.
- Лист карты O-35-XVII Новоселье. Масштаб: 1 : 200 000. Издание 1980 г.